# Tytus Wilhelm Halpert
Tytus Wilhelm Halpert (ur. 25 grudnia 1833, zm. 30 września 1889) – polski urzędnik żydowskiego pochodzenia, burmistrz Kalisza.
Urodził się w rodzinie żydowskiego pochodzenia, jako syn Ludwika i Julii Parisot (1806-1870).
Sprawował funkcję referendarza Stanu Królestwa Polskiego. W latach 1868–1872 był burmistrzem Kalisza.
Był żonaty z Cecylią Elżbietą Bertą Amelią Jadwigą Rosen (1841-1914), z którą miał troje dzieci: Henrykę Julię Cecylię Emmę (ur. 1861), Ludwika Feliksa Szymona (ur. 1863) i Tytusa Józefa (1863-1896).
Nie wiadomo gdzie został pochowany.